# 28. ročník People's Choice Awards
28. ročník People's Choice Awards se konal 13. ledna 2002 ve Shrine Auditorium v Los Angeles. Moderátorem večera byl Kevin James. Ceremoniál vysílala stanice CBS.

## Nominace a vítězové
Tučně jsou označeni vítězové.

### Film[1][2]
| Nejoblíbenější film                             | Nejoblíbenější filmový herec               |
| ----------------------------------------------- | ------------------------------------------ |
| Shrek - Rychle a zběsile - Pearl Harbor         | Tom Hanks - Mel Gibson - Denzel Washington |
| Nejoblíbenější filmová herečka                  | Nejoblíbenější hvězda: komedie             |
| Julia Roberts - Sandra Bullock - Jennifer Lopez | Eddie Murphy - Jim Carrey - Ben Stiller    |
| Nejoblíbenější hvězda: drama                    |                                            |
| Tom Hanks - Anthony Hopkins - Denzel Washington |                                            |

### Televize
| Nejoblíbenější televizní komedie                                                                      | Nejoblíbenější televizní drama                                                                                             |
| --- | --- |
| Přátelé - Raymonda má každý rád - Frasier                                                             | Pohotovost - Zákon a pořádek - Západní křídlo                                                                              |
| Nejoblíbenější nový televizní seriál: drama                                                           | Nejoblíbenější nový televizní seriál: komedie                                                                              |
| Alias - Drzá Jordan - Zákon a pořádek: Zločinné úmysly                                                | My Wife and Kids - The Ellen Show - Scrubs: Doktůrci                                                                       |
| Nejoblíbenější televizní herec                                                                        | Nejoblíbenější televizní herečka                                                                                           |
| Kelsey Grammer (remíza) Ray Romano (remíza) - Drew Carey                                              | Jennifer Aniston - Calista Flockhart - Oprah Winfrey                                                                       |
| Nejoblíbenější televizní herec v novém seriálu                                                        | Nejoblíbenější televizní herečka v novém seriálu                                                                           |
| Damon Wayans, My Wife and Kids - Jason Alexander, Bob Patterson - Scott Bakula, Star Trek: Enterprise | Reba McEntire, Deník zasloužilé matky - Jill Hennessy, Drzá Jordan - Ellen DeGeneres, The Ellen Show - Kim Delaney, Philly |
| Nejoblíbenější reality-show (soutěž)                                                                  | Nejoblíbenější telenovela                                                                                                  |
| Kdo přežije - The Real World - Temptation Island                                                      | Tak jde čas - All My Children - Mladí a neklidní                                                                           |

### Hudba
| Nejoblíbenější zpěvačka                      | Nejoblíbenější zpěvák                     |
| -------------------------------------------- | ----------------------------------------- |
| Faith Hill - Jennifer Lopez - Britney Spears | Garth Brooks - Tim McGraw - George Strait |
| Nejoblíbenější skupina                       |                                           |
| 'N Sync - Backstreet Boys - Dixie Chicks     |                                           |